# Хухтала, Микко
Ми́кко Ку́стаа Ху́хтала (фин. Mikko Kustaa Huhtala; род. 30 марта 1952, Лапуа, Вааса) — финский борец греко-римского стиля, призёр Олимпийских игр, призёр чемпионатов мира и Европы, пятикратный чемпион Финляндии (1976—1980).

## Биография
В 1970 году занял второе место на чемпионате Европы в возрастной категории Espoir, в том же году и в 1972 году был вторым на чемпионате Северных стран среди юниоров
В 1976 году занял шестое место на чемпионате Европы.
На Летних Олимпийских играх 1976 года в Монреале боролся в категории до 74 килограммов (полусредний вес). Выбывание из турнира проходило по мере накопления штрафных баллов. За чистую победу штрафные баллы не начислялись, за победу за явным преимуществом начислялось 0,5 штрафных балла, за победу по очкам 1 штрафной балл, за ничью 2 или 2,5 штрафных балла, за поражение по очкам 3 балла, поражение за явным преимуществом 3,5 балла, чистое поражение — 4 балла. Если борец набирал 6 или более штрафных баллов, он выбывал из турнира. Титул оспаривали 18 борцов.
Микко Хухтала остановился в шаге от финальных встреч, проиграв в пятом круге Карлу-Хайнцу Хельбингу, из турнира выбыл, однако с четвёртым местом.
| Выступление на Олимпийских играх 1976 года | Выступление на Олимпийских играх 1976 года | Выступление на Олимпийских играх 1976 года   | Выступление на Олимпийских играх 1976 года | Выступление на Олимпийских играх 1976 года | Выступление на Олимпийских играх 1976 года | Выступление на Олимпийских играх 1976 года | Выступление на Олимпийских играх 1976 года |
| Круг                                       | Соперник                                   | Страна                                       | Результат                                  | Счёт                                       | Баллы                                      | Всего баллов                               | Время схватки                              |
| ------------------------------------------ | ------------------------------------------ | -------------------------------------------- | ------------------------------------------ | ------------------------------------------ | ------------------------------------------ | ------------------------------------------ | ------------------------------------------ |
| 1                                          | Станислав Кшесинский                       | Польша                                       | Победа                                     | Дисквалификация                            | 0                                          | 0                                          | 5:15                                       |
| 2                                          | Джон Мэтьюз                                | Соединённые Штаты Америки                    | Победа                                     | Дисквалификация                            | 0                                          | 0                                          | 4:24                                       |
| 3                                          | Идальберто Барбан                          | Куба                                         | Победа                                     | 12-3 За явным преимуществом                | -0,5                                       | -0,5                                       | 9:00                                       |
| 4                                          | Витезслав Маха                             | Чехословакия                                 | Поражение                                  | 3-4                                        | -3                                         | -3,5                                       | 9:00                                       |
| 5                                          | Карл-Хайнц Хельбинг                        | Федеративная Республика Германии (1949—1990) | Поражение                                  | Туше                                       | -4                                         | -7,5                                       | 2:09                                       |

В 1977 году завоевал серебряную медаль на чемпионате Северных стран и на Гран-При Германии. В 1978 году на чемпионате Европы был только пятым. В 1979 году вновь был вторым на чемпионате Северных стран и шестым на чемпионате Европы. В 1980 году стал серебряным призёром чемпионата Европы.
На Летних Олимпийских играх 1980 года в Москве боролся в категории до 74 килограммов (полусредний вес). Регламент остался почти тем же. Титул оспаривали 14 человек.
Микко Хухтала успешно добрался до финала, где проиграл Анатолию Быкову, а Ференцу Кочишу он проиграл ещё в предварительных встречах, таким образом финский борец завоевал бронзовую медаль игр.
| Выступление на Олимпийских играх 1980 года | Выступление на Олимпийских играх 1980 года | Выступление на Олимпийских играх 1980 года | Выступление на Олимпийских играх 1980 года | Выступление на Олимпийских играх 1980 года | Выступление на Олимпийских играх 1980 года | Выступление на Олимпийских играх 1980 года | Выступление на Олимпийских играх 1980 года |
| Круг                                       | Соперник                                   | Страна                                     | Результат                                  | Счёт                                       | Баллы                                      | Всего баллов                               | Время схватки                              |
| ------------------------------------------ | ------------------------------------------ | ------------------------------------------ | ------------------------------------------ | ------------------------------------------ | ------------------------------------------ | ------------------------------------------ | ------------------------------------------ |
| 1                                          | Идальберто Барбан                          | Куба                                       | Победа                                     | Туше                                       | 0                                          | 0                                          | 1:31                                       |
| 2                                          | Ахмед Люфти Шихад                          | Ирак                                       | Победа                                     | Дисквалификация                            | 0                                          | 0                                          | 5:56                                       |
| 3                                          | Вицлав Дзядура                             | Польша                                     | Победа                                     | 7-3                                        | -1                                         | -1                                         | 9:00                                       |
| 4                                          |                                            |                                            |                                            |                                            |                                            |                                            |                                            |
| 5                                          | Ференц Кочиш                               | Венгрия                                    | Поражение                                  | Туше                                       | -4                                         | -5                                         | 5:44                                       |
| Финал (встреча 1)                          | Анатолий Быков                             | Союз Советских Социалистических Республик  | Поражение                                  | 7-4                                        |                                            |                                            | 9:00                                       |
| Финал (встреча 2)                          |                                            |                                            |                                            |                                            |                                            |                                            |                                            |

После игр перешёл в средний вес и в 1981 году на чемпионате Европы остался пятым, а в 1982 году победил на чемпионате Северных стран. Только на чемпионате мира 1981 года Хухтала выступил в полусреднем весе, и сумел завоевать серебряную медаль.
В 1983 году закончил карьеру. По профессии инженер-конструктор.